# Политический режим
Полити́ческий режи́м (фр. régime от лат. regimen — управление, командование, руководство), государственный режим —   совокупность средств и методов осуществления политической власти в государстве и функционирования её политической системы.
Политический режим характеризует модели назначения лиц на управленческие позиции, осуществления и передачи власти, роль насилия в политическом процессе, а также деятельность субъектов политики: уровень политической конкуренции, степень закрытости политических элит, меру участия граждан в управлении, институциональные ограничения, возложенные на акторов. Иногда в концепт политического режима также включают степень политической свободы в обществе и соблюдения прав человека.
Существуют различные подходы к классификации политических режимов (например, схемы Роберта Даля, Хуана Линца) и опирающиеся на них индексы демократии (Polity IV, VDem, Freedom House, Economist и так далее); они используют разные критерии сравнения и выводят различные типы политических режимов (или режимные типы). Среди основных типов, как правило, выделяют демократию, автократию, авторитаризм и тоталитаризм, хотя ключевым различением в современной политической науке считается дихотомия демократических и недемократических режимов.
В современной политической науке политический режим — одна из главных категорий, которую используют для описания политической реальности. Политологи используют это понятие в межстрановых сравнениях для исследования национальных различий в устройстве политики; изучают то, как различные режимы влияют на экономику, общественные институты; устанавливают причины и «траектории» режимных трансформаций — переходов от одного режимного типа к другому (например, демократизации). Понятие также может применяться для описания международной и региональной политики. При этом становление именно «режима» как описательной категории политики произошло в политической науке во 2-й половине XX века. Общим местом современного подхода к этому понятию является акцент на способе (методе) фактического осуществления власти и функционировании конкретных политических институтов, в том числе вразрез с действующими де-юре конституционными установлениями, что отличает понятие режима от понятия формы правления.
Считается, что политический режим более динамичное понятие, чем «государство» или «государственность» (в одном государстве может смениться несколько политических режимов) и менее динамичное, чем «правительство», конкретные лидеры или предпринимаемая ими государственная политика (в рамках одного политического режима во власти могут смениться разные правительства и приниматься различные политические решения). Говоря о «смене режимов», при этом, имеют в виду не только режимные трансформации, но и смену ключевых параметров политического порядка — например, существенное изменение состава группы, которая осуществляет власть: так с 1925 года в Иране сменилось несколько правителей и правительств, но режимный тип оставался авторитарным, а по составу правящей группы имело место два режима: шахское государство династии Пехлеви (1925—1979) и Исламская Республика Иран (с 1979). Режим выступает не только как категория, но и как единица наблюдения в кросс-страновых сравнениях.
В соотношении с понятием «политической системы», русскоязычная и англоязычные традиции расходятся. В первой понятие системы считается более стабильным (в ходе эволюции одной политической системы может смениться несколько политических режимов), тогда как в последней понятия системы и режима часто не различаются, а смена политической системы как системы (формы) правления (англ. system of government) не означает смены политического режима.
Понятие политический режим широко используется не только в сравнительной политологии, но и других социальных дисциплинах (например, в политической социологии или правоведении), в связи с чем содержание этого понятия оспаривается. Так, в теории государства и права и конституционном праве политический режим, во-первых, относят к формам государства (наряду с формой правления и формой территориального устройства), а во-вторых, соотносят с понятиями государственный режим и государственный строй, делающими акцент на характере осуществления государственной власти и его правовом оформлении.

## Определение и употребление понятия политический режим
Современное конвенциональное понимание политического режима в политической науке основано, с одной стороны, на отделении этого понятия от понятий «правительство» и «государство» («режим» считается более подвижным понятием, чем «государство» или «государственность», и менее подвижным, чем отдельное «правительство», занимающие свои должности политики), а с другой — связано не столько с формальными государственными институтами, сколько с фактическим способом осуществления власти. Это понимание, как и в целом традиция использования термина «режим» как самодостаточного, обладающего самостоятельным содержанием понятия, появляется в политологии сравнительно недавно, хотя по ходу развития общественно-политической мысли те или иные типологии политического устройства вводились, начиная ещё с древности.
Как таковое, словосочетание «политический режим» появилось в западной политико-теоретической литературе ещё в XIX веке. По всей видимости, слово «режим» восходит к французскому «Ancien Régime», то есть Старому порядку дореволюционной Франции и стало использоваться для теоретического осмысления политического порядка благодаря работе Алексиса де Токвиля «Старый порядок и революция».
Первоначально слово «режим» использовалось не как термин с определённым самостоятельным наполнением и по сути не различалось с такими понятиями, как форма правления или государственный строй в целом. Так, в традиции французского конституционного права различение «режимов» соотносилось с различением между следующими формами («режимами») правления, то есть по сути типами правительственных структур:
- «Режим» слияния властей — абсолютная монархия
- «Режим» разделения властей — президентская система
- «Режим» сотрудничества властей — парламентская система (парламентские республика или монархия)

В рамках этого подхода на первый план выходит формальное устройство институтов государственной власти, а предметом изучения становится отношение государства к законодательным нормам, правовому статусу граждан, конституционным ограничениям органов власти и гарантиям прав и свобод человека и гражданина, установленным в государстве. Эта традиция сохраняется в теории государства и права, в котором концепты «политического» и «государственного режима» могут различаться и при этом делается акцент на де-юре элементах политического порядка. Концепты «политический режим» и «государственный режим» при этом в литературе могут отождествляться, а могут и разделяться у различных авторов.
Среди современных определений выделяют два основных подхода к этому понятию. С одной стороны, это правовой подход, тесно связанный с юридической традицией конституционного права и ранними определениями понятия и делающий акцент на формальном устройстве институтов государственной власти. С другой стороны, более современная традиция рассмотрения режима как фактического устройства политических процессов, де-факто распределения власти в обществе и соотношения между политическими институтами часто обобщается как социологический подход к понятию. Этот подход уделяет особое внимание деятельности социальных групп, особенностям социальной структуры и социальным нормам и исключает возможность смены политического режима посредством изменения лишь правовых норм, что приближает его к современному представлению о политических режимах в политической науке.

### Французская политология 2-й половины XX века
Расширительная «социологическая» концептуализация понятия появилась в русле европейской политологической традиции (первоначально воспринимавшей «режим» как вспомогательное юридическое понятие). Так, французский политолог Морис Дюверже в работе «Политические режимы» (Les régimes politiques, 1948) рассматривал политический режим двояко: в широком смысле это «механизм» организации или управления обществом, характеризующий то, как организовано в любой группе «различие управляющих и управляемых», а в узком — специфические черты правительственной структуры одного конкретного типа человеческого сообщества, а именно нации (национального государства), включая в себя такие характеристики, как способ голосования (см. Избирательная система), партийная система, модели принятия решений и особенности групп интересов. Выдающийся французский политолог и конституционалист Жорж Бюрдо предостерегал от суженной трактовки понятия режима, уподобляющей режим форме правления, и указывал на необходимость учитывать также «структуру социальной группы» и характер осуществления власти в её рамках.
Жан-Луи Кермонн расширил подход Дюверже, определяя политический режим как «совокупность элементов идеологического, институционального и социологического порядка, которые способствуют формированию политического управления данной страны на известный период». У Жюльена Фройнда понятие режима соотносится с идеологиями, общественным мнением, мировоззрением и концепцией утопии. Содержание конституции воспринималось автором как юридическое закрепление идей, которые диктовали отношение к индивидуальной свободе, роли политической иерархии и другим вопросам и постоянно оспаривались на протяжении истории. Формы политической организации общества могли сменять друг друга (будь то города-государства, империя или современное национальное государство), однако споры о том, как должна быть организована политическая власть (например, демократически или аристократически) или какими должны быть отношения граждан и органов власти, по сути не изменились.
Существуют и другие расширительные толкования этого понятия (например, у Жана-Мари Данкэна, видевшего в политическом режиме «способ политического существования любого общественного коллектива, племени, нации или государства» и т. д.).

### Политический режим и политическая система
В американской политологии середины XX века понятия политический режим, как правило, отождествлялся с понятием политическая система. Гарольд Лассуэл, представлявший парадигму бихевиорализма, определял режим как политическую систему, организованную в соответствии с той или иной конституционной «формулой» легитимации, то есть возводил понятие к формальным институтам. Нарушение преемственности конституционных норм — например, в связи с революцией или государственным переворотом и дальнейшим пересмотром конституции — подразумевает окончание действия режима; собственно, в книге «Власть и общество» (Power and Society, 1950) Лассуэл указывает, что «режим минимизирует элемент насилия в политическом процессе». Фактическое распределение власти в обществе и возможность применения насилия связывается с другим понятием, «правление» (rule). Это позволяет отнести лассуэловское понимание «режима» к правовому подходу в определении понятия.
В рамках системного анализа концепции политической системы уделялось основное внимание — именно эта категория считалась подходящей для систематического научного изучения политики. Так, в фундаментальной работе «Системный анализ политической жизни» (1965) Дэвид Истон, основной теоретик этого направления, по сути возводит понятие режима к понятию политической системы, понимая его как структурное явление в отличие от действий отдельных акторов. Позже «режим» как самодостаточное понятие подробно раскрывается во влиятельной статье 1975 года, посвящённой концепту политической поддержки. В ней Истон чётко различает действующие власти (authorities) и режим в целом (regime) как объекты легитимности — в частности, низкий уровень поддержки того или иного лица, замещающего должность, может не означать отсутствия поддержки у способов назначения лиц на эту должность или у политического сообщества, представляемого таким образом.
Истон, таким образом, приближается к современному понимаю политического режима, отделяя это понятие и от конкретного правительства, и от политического сообщества в целом — фундаментальные изменения политической системы, приводящие к смене политического режима, не обязательно затрагивают конкретное политическое сообщество в целом.
Американский политолог Рой Макридис в конце 1980-х определял политический режим как «набор правил, процедур и представлений, регулирующих отношения между государством и обществом в конкретном государстве». При этом, придерживавшийся функционального взгляда на политику, Макридис разграничивал понятия политический режим и политическая система, подчеркивая, что режим отражает «специфические пути и средства», благодаря которым функции политической системы реализованы и встроены в институты.

### Политический режим как «способ» властвования
Важнейшей вехой в теоретическом осмыслении понятия является постановка вопроса о политическом режиме как о способе или методе осуществления власти. Эта идея восходит к процедурному определению демократии, введённому австрийским экономистом Йозефом Шумпетером в работе «Капитализм, социализм и демократия» (1942). Шумпетер стремился дать институциональное определение демократии и рассматривал различные политические системы как «механизмы». Так, Шумпетер определял «демократический метод» как «такое институциональное устройство для принятия политических решений, в котором индивиды приобретают право принимать решения путем конкурентной борьбы за голоса избирателей».
В контексте литературы по переходу от авторитарного правления, американские сравнительные политологи Гильермо О’Доннел и Филипп Шмиттер сформулировали следующее популярное определение понятия политический режим:

Совокупность явных и неявных моделей, определяющих формы и каналы доступа к важнейшим управленческим позициям, характеристики субъектов, имеющих такой доступ или лишенных его, а также доступные субъектам стратегии борьбы за него.
— «Transitions from Authoritarian Rule: Tentative Conclusions about Uncertain Democracies». Цит. по Голосов, 2018, с. 63
Иными словами, по выражению Роберта Фишмэна, политический режим определяет «то, у кого есть доступ к власти, и то, как обладающие доступом к власти распоряжаются ею в отношении тех, у кого её нет».
Современные определения и способы измерения политических режимов (главным образом, демократии и автократии) напрямую связаны с институциональным взглядом на политику. Например, различение демократий и автократий в проекте Regimes of the World (RoW) института VDem происходит на основе наличия и функционирования в том или ином государстве демократических институтов, причём решающую роль играют именно фактические (de-facto) институты.

### Особенности современного употребления термина
В современной англоязычной традиции термины политическая система и политический режим могут использоваться как синонимы, а в русскоязычной традиции режим — всё-таки более подвижное и непродолжительное состояние политической системы. Кроме того, если речь идёт о форме правления (англ. system of government), то более подвижной и непродолжительной в англоязычной политологической традиции будет считаться уже «система»: например, переход от парламентской системы к президентской в демократическом государстве не означает отказа от демократического политического режима.
Слово «режим» может употребляться в публицистике для указания на конкретное правительство или политического лидера — например, «режим Тэтчер» или «режим Назарбаева», причём, к примеру, в английском языке такое словоупотребление будет носить скорее отрицательную коннотацию и подчеркивать жесткий («авторитарный») лидерский стиль государственного деятеля (как в случае с Тэтчер), либо напрямую подразумевая отличительные особенности какого-то режима как авторитарного. В таком случае о привязке к какой-то определённой академической традиции определения этого понятия речи, как правило, не идёт.

### Расширения понятия
В контексте политической науки термин «режим», часто как «международный режим», употребляется в неолиберальной традиции исследований международных отношений, в которой сформулирована теория международных режимов, описывающая устойчивые паттерны кооперации государств и институты, которые ограничивают их действия. Это понятие концептуально восходит к общеполитологическому понятию политического режима и впервые было введено в таком значении Стивеном Краснером.
Субнациональные (или региональные) политические режимы описывают механизмы осуществления и особенности распределения власти и институционального устройства на субнациональном (региональном) уровне. Концепция стала разрабатываться с исследования «субнационального авторитаризма» (англ. subnational authoritarianism) — «анклавов» авторитарного правления в демократических на своём национальном уровне странах, сохраняющихся благодаря структуре политических и экономических стимулов, воздействующих на политические силы на обще- и субнациональном уровнях. Также описаны демократические анклавы во в целом авторитарных государствах и анклавы, которые можно охарактеризовать как примеры электорального авторитаризма.
Систематические различия в установленном региональном или даже локальном политическом режиме наблюдаются во многих странах, особенно федеративных (например, в Мексике, Аргентине, России). Одним из классических примеров расхождения в общенациональном и субнациональном режимах является исторический Юг США после окончания Реконструкции (1870-е) и вплоть до успеха движения за гражданские права чернокожих в 1960-е, в котором политическая гегемония Демократической партии (южная ветвь которой в те времена защищала интересы нетерпимого к чернокожим белого населения) сочеталась с законами Джима Кроу, закреплявшими расовую сегрегацию и фактически лишавшую существенную часть чернокожего населения избирательных прав.

## Типологии
Разработка научной классификации политических режимов предпринималась многими авторами на протяжении истории политической науки. При этом построение классификаций бывает самодостаточной задачей по описанию политического разнообразия мира, но также может быть направлено на построение политологических теорий или их эмпирической проверки.
Общепринятой классификации политических режимов в политологии не существует из-за сущностных разногласий (исследователи не согласны друг с другом по поводу критериев или набора типов) и различающихся назначений типологий (разные схемы делают акцент на разных аспектах политического устройства в зависимости от целей анализа). Так или иначе любая типология является моделью, построение которой сопровождается построением допущений, которая должна отвечать определённым требованиям и которая будет неизбежно упрощать некоторые аспекты реальности.
В современной сравнительной политологии базовой типологией политических режимов является различение демократических и недемократических режимов в рамках дихотомического подхода к определению и измерению демократии.

### Исторические типологии политического устройства
Попытки типологизировать способы управления политическим сообществом предпринимались на протяжении долгого времени. Стоит заметить, что ни понятия политического режима (особенно наделенного современными атрибутами), ни чёткого различия между формами правления и политическими режимами до формирования соответствующего политологического категорийного аппарата в XIX—XX веках не существовало — однако, учитывая интеллектуальную историю таких понятий как «демократия», «автократия» и т. д., о появившихся на протяжении истории политической мысли типологиях «форм правления» уместно говорить как о предтече современного разговора о политических режимах.

#### Античные типологии
Современные подходы к классификации форм политического устройства, включая демократическую теорию, во многом восходит к античной философии. Типологии политического устройства, оказавшие влияние на развитие представлений о политике, можно встретить в трудах таких авторов, как Платон, Аристотель, Полибий.
Типология видов государственного устройства (πολιτειῶν) Платона, раскрывающаяся в беседе Сократа с Главконом и Адеймантом в восьмой книге «Государства», насчитывает пять типов и восходит к провозглашенному философом идеалу государства, «критско-лакедемонскому устройству»  — то есть аристократии (власть достойного меньшинства) или же царская власть (монархии), наподобие Критского царства или Спартанского государства; вообще говоря, идеальное государство Платона основано на разделении труда между различными сословиями, и бразды правления в нём принадлежат сословию философов или царю-философу. Остальные типы рассматриваются как отступления от идеала и упорядочены в порядке деградации: за аристократией следует тимократия («власть честолюбцев»), затем олигархия (власть богатого меньшинства), потом демократия (власть народа) и, наконец, наихудшая форма правления, тирания. Эволюция форм политического устройства, по Платону, следует за деградацией человеческих мотиваций, типов личности человека — так, типократии соответствует «тимократический человек», демократии — «демократический» и т. д.
В трактате «Политика» Аристотель предлагал аналитическую схему, которая содержит два измерения: число правящих (один, несколько и много) и цели (телос) существования государства. Идеальный полис, по его мнению, главной своей целью имеет достижение блага для всех граждан. Соответственно, те полисы, в которых верховная власть подчинена этой цели, являются правильными. В извращённых же формах нарушается целеполагание существования государства, что и приводит к его вырождению. Таким образом, различается правление одного в интересах этого одного человека (тирания) и правление одного, исходящего из общего блага (монархия).
|                    | Правление одного          | Правление немногих | Правление большинства |
| ------------------ | ------------------------- | ------------------ | --------------------- |
| Правильные формы   | Монархия (царская власть) | Аристократия       | Полития               |
| Неправильные формы | Тирания                   | Олигархия          | Демократия            |

Древнегреческий историк Полибий в шестой книге своей «Всеобщей истории» развивает типологию Аристотеля. Он также различает формы государства по числу правящих и по цели существования государства, но при этом, опираясь на историю Римского государства, утверждает, что каждая чистая форма, направленная на общее благо, склонна к своему вырождению в неправильную форму по мере того, как правители начинают пренебрегать общим благом. Таким образом, выделенные Полибием формы упорядочены, и при этом замыкают цикл или «круговорот государственного общежития» (ἀνακύκλωσις): монархия, естественная форма человеческой иерархии, вырождается в тиранию; аристократия — правление меньшинства, направленное на общее благо и приходящее на смену тирании, — сменяется алчной олигархией; демократия (положительная форма правления большинства) с течением времени оборачивается охлократией — то есть пока не «водворяется господство силы, а собирающаяся вокруг вождя толпа совершает убийства, изгнания, переделы земли, пока не одичает совершенно и снова не обретет себе властителя и самодержца», и цикл начинается заново. Выходом из этого постоянного круговорота вырождения государства является соединение наилучших форм (монархии, аристократии и демократии) воедино, чтобы они уравновешивали друг друга, — Полибий одним из первых обосновывает идеал смешанного правления или республики, впоследствии отстаиваемый Цицероном (в трактате «О государстве») и Макиавелли (в основном в «Рассуждениях о первой декаде Тита Ливия») и развитый в концепции разделения властей.

#### Ренессанс и Новое время
Возникновение республиканизма как политического идеала повлияло на преобладающие в политической теории Ренессанса и Нового времени подходы к классификации форм государственного устройства. Например, Никколо Макиавелли отмечал, что принципиально важно различать правление одного лица и правление некоторого собрания, потому что в последнем случае понадобится некоторое правило, агрегирующее волю коллектива. Таким образом, мыслитель выделял две базовые формы: монархию и республику, причём республика может быть как демократической (если собрание формируется всеми гражданами), так и аристократической (если собрание состоит из знати).
В раннее Новое время, при этом, закладываются основы современного понимания государства и суверенитета — в первую очередь благодаря работам Томаса Гоббса, что обусловило разговор о типологии политического устройства как разговор о типологии государственного устройства. Новые попытки классифицировать различные формы политического порядка начинают описывать политические институты централизованных национальных государств, которые начали оформлять в Европе именно в это время.
Другая важная типология, повлиявшая на развитие политической мысли, приведена Монтескьё в труде «О духе законов». Монтескьё отвергает аристотелевскую опору на добродетель правящих и различает формы правления, основываясь на «духе законов», царящих при той или иной форме, — то есть на принципах, характеризующих «человеческие страсти, приводящие их [законы] в движение». Философ выделяет три основные формы: республику (также бывающую либо аристократической, либо демократической), опирающуюся на добродетель и восприятие политической организации как общего дела граждан, монархию, порядки в которой основаны на соображениях чести подданных, и деспотизм, держащийся за счёт наведения страха на подданных. Типология Монтескьё стала канонической отправной точкой для политических и правовых работ на протяжении XVIII и XIX веков. Например, влияние идей Монтескьё можно проследить у Гегеля, избирательно заимствовавшим понятийный аппарат, включающий «республики», «монархии», «деспотизм», но отвергавший политические выводы Монтескьё.
Республиканские идеи находят развитие и у Канта, который в трактате «К вечному миру» вводит две оси для сопоставления форм политического устройства. С одной стороны, у государства можно определить форму господства или властвования (лат. forma imperii, нем. Beherrschung), описывающую то, кому передана верховная власть: одному человеку (монархия), немногим (аристократия) или многим (демократия) — эта типология, продолжает аристотелевскую традицию. С другой стороны, куда более важным, чем число властвующих, является форма правления (лат. forma regiminis, нем. Regierung) — способ, посредством которого верховная власть осуществляется. Кант различает республиканское (когда исполнительная и законодательная власть разделены) и деспотическое правление (когда исполнительная и законодательная власть объединены в руках одного органа или человека и автономия личности гражданина находится под угрозой). Таким образом, монархическая форма господства в принципе может сочетаться с республиканской формой правления (что, согласно Канту, и можно было наблюдать на примере прусского короля Фридриха I), а демократия — с деспотией.
Вообще, вплоть до первой половины XIX века понятие «демократия» получало нелестные оценки политических теоретиков, ассоциируясь с правлением толпы, необразованного или неимущего большинства — так американские отцы-основатели подчеркивали то, что закладывают основу именно для республики, сочетающей демократический (в лице Палаты представителей), аристократический (в лице Сената) и монархический (в лице президента — единого источника исполнительной власти в стране) элементы. Кроме того, под демократией понималась в первую очередь её прямая форма. В свете аргументов Монтескьё и Руссо, считалось, что демократическая республика реализуема лишь когда граждане могут физически собраться вместе для решения государственных вопросов.
Вместе с тем, именно идеи, высказанные в «Записках Федералиста» Джеймса Мэдисона, Александра Гамильтона и Джона Джея, содержат важнейшее продвижение мысли. Эти авторы, выступая за принятие новой (действующей по сей день) Конституции США и, в частности, учреждение сильного, но ограниченного федерального правительства, по сути оспорили тезис об осуществимости республики лишь малых политических сообществах (Монтескьё) и недопустимости политического представительства (Руссо), утверждая, что федерализм, институты представительного правления и система сдержек и противовесов, восходящая к идее смешанного правления, делают возможным установление республиканских порядков даже в густонаселенных тринадцати колониях. Политическое устройство США (так называемая «мэдисонова демократия») становится примером успеха устройства, основанного на власти народа, опосредованного избираемыми представителями. В поддержку представительной демократии высказываются Дестют де Траси, Джеймс Милль («Рассуждения о представительном правлении»); важной вехой в изменении отношения к понятию «демократия» становится работа Алексиса де Токвиля «Демократия в Америке», своего рода апология представительной правительственной формы, принятой в США после революции. Таким образом в XIX веке в общих чертах выкристаллизовывается основное содержание понятия политической демократии, в противопоставлении с которой формулируются и основные альтернативы демократии.

### Современные типологии

#### Полихотомические типологии

##### Хуан Линц и Альфред Степан
| Переменная / Тип | Демократия                                                                               | Тоталитарный режим | Авторитарный режим | Посттоталитаризм | Султанизм |
| ---------------- | ---------------------------------------------------------------------------------------- | --- | --- | --- | --- |
| Плюрализм        | Политический, социальный и экономический плюрализм практически не ограничены             | Все формы плюрализма полностью подавлены                                                                                    | Ограниченные формы социального и особенно экономического плюрализма при существенном подавлении политической альтернативы | Полное подавление политического плюрализма, отдельные «теневые» явления в рамках экономического и социального плюрализма | Может присутствовать в различных формах, но при постоянной угрозе произвольных ограничений со стороны лидера и его клики |
| Лидерство        | Лидеры определяются регулярными свободными выборами. Предмет конституционных ограничений | Власть принадлежит узкому кругу лиц и осуществляется в соответствии с предсказуемыми, но не всегда формализованными нормами | Неограниченное лидерство (часто — харизматическое) в рамках доминирующей партии                                           | Коллективное руководство (часто — нехаризматическое) в рамках доминирующей партии                                        | Персонифицированное лидерство, опирающееся на страх и круг лояльных элит из среды друзей и семьи                         |
| Мобилизация      | Практически отсутствует. Граждане практикуют полноценное политическое участие            | Высокий уровень опирающейся на массовый энтузиазм мобилизации                                                               | Низкий уровень мобилизации, за исключением жизненно важных для режима моментов                                            | Рутинизация и снижение интенсивности мобилизации                                                                         | Низкий уровень мобилизации, за исключением случаев направленного политического насилия                                   |
| Идеология        | На официальном уровне отсутствует. Принципы гражданственности и защиты прав человека     | Наличие официально закрепленной, содержащей руководство к действию идеологии                                                | Отсутствие чёткой идеологии, культивация отдельных авторитарных установок                                                 | Потеря интереса к официально закрепленной идеологии                                                                      | Отсутствие чёткой идеологии. Развитие культа личности лидера и произвольных наборов политических символов                |

##### ГолосовиБлондель
1. Традиционный (закрытый с монолитной элитой).
2. Соревновательная олигархия (открытый, исключающий).
3. Авторитарно-бюрократический (закрытый, с дифференцированной элитой, исключающий).
4. Эгалитарно-авторитарный (закрытый, с монолитной элитой, включающий).
5. Авторитарно-инэгалитарный (закрытый, с дифференцированной элитой, включающий).
6. Либеральная демократия (открытый, включающий).

##### Алмонд— Пауэлл
Ещё одна типология политических режимов принадлежит политологам Габриэлю Алмонду и Б. Пауэллу. Так как они в том числе активно использовали системный подход, то и их типология политических режимов формируется на основе различий политических систем. Разделение режимов на демократические и тоталитарные, по Алмонду—Пауэллу, происходит на основе степени автономности элементов политической системы внутри неё. Чем больше свободны в своих действиях политические партии, профсоюзы, парламент и иные институты, тем более демократическим является режим. На основе этого критерия политологи выделили восемь видов политических режимов, четыре их которых относятся к авторитарным, четыре — к демократическим. При этом они разделяются в зависимости от степени свободы политических институтов от диктата центральной власти.

#### Роберт Даль
Помимо типологии, в которых за основу берётся один критерий, в зависимости от которого политической системе приписывается тот или иной режим, существуют также и нелинейные или координатные типологии. В этом случае исследователи используют две или более переменных. Так, например, в своей типологии Роберт Даль использовал две характеристики: наличие возможности существования оппозиции и, следовательно, политической конкуренции и доля граждан, имеющих право на участие в работе публичной власти. Таким образом, располагая политические системы в зависимости от этих показателей, он выделил четыре идеальных типа, между которыми также возможны промежуточные варианты.

#### Спектр политических режимов
Индексы демократии, использующие подход к типологии политических режимов как к непрерывному спектру:
- Polity IV
- Freedom House
- Economist Intelligence Unit
- VDem

## Виды политических режимов
Характер политического режима определяется деятельностью политических элит; целями развития общества; способами управления, используемыми различными органами власти; соблюдением/несоблюдением принципа разделения властей; степенью соблюдения политических прав и свобод граждан; зрелостью гражданского общества; численностью организаций и структур негосударственных организаций; степенью свободы деятельности оппозиционных партий и движений; возможностью контроля граждан над органами власти; числом постоянно действующих комитетов и комиссий в органах власти с участием организаций гражданского общества; степенью свободы средств массовой информации; историческими особенностями политического развития государства, степенью влияния традиций и обычаев на формирование властных отношений.

### Демократический режим
Демократия (др.-греч. δημοκρατία «народовла́стие» от δῆμος «народ» + κράτος «власть») — политический режим, при котором единственным источником власти признаётся народ, а власть осуществляется по воле народа и в его интересах. Демократические режимы складываются в правовых государствах.

### Гибридный режим
Гибридный режим, или демократура — тип особого политического режима, в котором присутствуют признаки демократического и авторитарного режимов и обеспечивается возможность ненаказуемого несоблюдения, нарушения или игнорирования интересов большинства. Большинство гибридных режимов имеют внешние атрибуты демократии (парламенты, избираемый президент, конституция и т. д.), однако на деле политический плюрализм, свобода слова и сменяемость власти ограничены или отсутствуют вовсе, при этом часть гибридных режимов более склоняются к демократическому, а часть — к авторитарному. К гибридным режимам относят Алжир, Мьянму, Ирак, Кыргызстан, Таиланд, Бруней, Зимбабве, Марокко, Казахстан, Никарагуа и некоторые другие страны. Некоторые исследователи также отмечают режим Франсиско Франко в Испании как гибридный, особенно на поздней стадии его существования. Существуют также конкурентные авторитарные режимы. Примером конкурентного авторитарного режима можно назвать современную Турцию.

### Авторитарный режим
Авторитаризм (от лат. auctoritas — власть, влияние) — характеристика особых типов режимов, основанных на неограниченной власти одного лица или группы лиц при сохранении некоторых экономических, гражданских и духовных свобод для граждан. Термин «авторитаризм» был введён в научное обращение теоретиками Франкфуртской школы неомарксизма и означал определённый набор социальных характеристик, присущих как политической культуре, так и массовому сознанию в целом.
Существует два определения авторитаризма:
- социально-политическая система, основанная на подчинении личности государству или его лидерам;
- социальная установка или черта личности, характеризующаяся уверенностью в том, что в обществе должна существовать строгая и безусловная преданность, беспрекословное подчинение людей авторитетам и властям.

Политический режим, соответствующий принципам авторитарности, означает отсутствие демократии как в отношении свободного проведения выборов, так и в вопросах управления государственными структурами. Часто сочетается с диктатурой отдельной личности, которая проявляется в той или иной степени.
Авторитарные режимы очень разнообразны. К ним относятся:

#### Военно-бюрократический режим
Военно-бюрократический режим авторитаризма обычно возникает в виде военной диктатуры, но в дальнейшем политическом развитии все большую роль начинают играть разного рода гражданские профессионалы. В правящей коалиции доминируют военные и бюрократы, отсутствует какая-либо интегрирующая идеология. Режим может быть и беспартийным, и многопартийным, но чаще всего существует одна проправительственная, отнюдь не массовая, партия. Военных и бюрократов обычно объединяет страх перед революцией снизу, поэтому устранение влияния на общество радикально настроенных интеллектуалов представляется им необходимым условием его дальнейшего развития. Данную проблему режим разрешает с помощью насилия и/или закрытия доступа интеллектуалов в политическую сферу через избирательные каналы. Примерами военно-бюрократических режимов были: правление генерала Пиночета в Чили (1973—1990), военные хунты в Аргентине, Бразилии, Перу, Юго-Восточной Азии. Пиночет утверждал: Ни один лист не шелохнется в Чили без моего желания. Генерал Мартинес (Сальвадор, 1932 г.) философствовал: «Большее преступление убить насекомое, чем человека». Жертвами его антикоммунистических чисток стали около 40 тысяч крестьян, в результате чего с индейской культурой в стране было по существу покончено. Лозунгом генерала Риоса Монтта (Гватемала) было: Христианин должен носить с собой Библию и пулемёт. В результате его христианской кампании 10 тысяч индейцев были убиты и более 100 тысяч бежали в Мексику.

#### Корпоративный авторитаризм
Корпоративный авторитаризм устанавливается в обществах с вполне развитым экономическим и социальным плюрализмом, где корпоративное представительство интересов становится альтернативой слишком идеологизированной массовой партии и дополнением к однопартийному правлению. Образцы корпоративного режима — правление Антониу ди Салазара в Португалии (1932—1968), режим Франсиско Франко в Испании. В Латинской Америке отсутствие широкой политической мобилизации масс не раз позволяло внедрять корпоративное представительство интересов.

#### Дототалитарный авторитаризм
Дототалитарный авторитаризм — режим, устанавливаемый на определённой стадии развития политических систем некоторых стран. К порядкам такого типа Х. Линиц относит фашистские мобилизационные режимы, которые — по сравнению с военно-бюрократическим и корпоративным авторитаризмом с их единственной, слабой партией, — являются менее плюралистическими и либеральными, более партиципаторными и демократическими. Речь идёт о государствах, где ранее существовала демократия, но после прихода к власти фашиствующих лидеров началась эволюция в тоталитарном направлении. Дототалитарный характер режима обуславливает ряд важных политических, социальных и культурных факторов, среди которых:
- довольно влиятельная политическая группа, ориентирующаяся на тоталитарную утопию, ещё не укрепила свою власть и не институционализировала новую систему;
- такие институты, как армия, церковь, группы интересов, сохраняя достаточную автономию, легитимность и эффективность, стремятся к ограничению плюрализма в свою пользу;
- ситуация социальной неопределённости, когда одни ожидают, что прежние политические и социальные структуры сумеют поглотить тоталитарное движение, а другие сомневаются в успехе этого процесса.

#### Постколониальный авторитаризм
Постколониальный авторитаризм в виде однопартийных мобилизационных режимов возникает после обретения бывшими колониями независимости, создается снизу в обществах с низким уровнем экономического развития. Как правило, постколониальная независимость является таковой лишь в формально-юридическом плане. Основой для мобилизации широкой общественной поддержки новому режиму чаще всего становятся националистические лозунги защиты независимости, затмевающие любые внутренние распри и конфликты. Однако проблемы с обострением экономических проблем и активизации антисистемных оппозиционных сил заставляют правителей ограничить или вовсе ликвидировать эксперименты со свободным политическим соревнованием. Уровень политического участия граждан становится низким, что определяет слабость позиций лидеров таких государств, проявляющаяся в частых переворотах, убийствах правителей.

#### Расовая квазидемократия
Расовая, или этническая, квазидемократия — тип авторитаризма, где политический процесс можно было бы назвать демократическим, поскольку к участию в нём допущено определённое расовое или этническое меньшинство, но другие подобные группы исключены из политики юридически или фактически, причём с использованием насилия. Примером расовой квазидемократии можно назвать бывший режим ЮАР с его идеологией апартеида.

#### Султанистский режим
Султанистский режим можно рассматривать как предельную форму автократии. Признаками персонификации этих режимов является отсутствие идеологии, политической мобилизации, каких-либо ограничителей власти султана, плюрализма. Примерами султанизма являлись Гаити при Франсуа Дювалье и его сыне Жане-Клоде, Доминиканская республика при Рафаэле Трухильо, Филиппины при Фердинанде Маркосе, Ирак при Саддаме Хусейне и т. д.

#### Информационная автократия
Информационная автократия — тип авторитарного политического режима, который появился в начале XXI века, власть в котором удерживается с помощью цензуры, подавления или маргинализации независимых СМИ, кооптации информационной элиты и оснащения информационными системами полиции и спецслужб для подавления попыток восстания. Теория информационных автократий разработана Сергеем Гуриевым и Дэниелем Трейсманом. В отличие от классических автократических моделей, информационные автократии делают ставку не на террор и массовые репрессии, а на репрезентацию своей власти как наиболее компетентной, а также кооптации наиболее информированных слоёв населения.

### Тоталитарный режим
Тоталитарный режим правления подразумевает, что государство вмешивается во все сферы жизни человека и общества. Тоталитаризм основывается на официальной идеологии, характеризуется крайним центризмом, волюнтаризмом, культом личности правящего вождя. Опирается только на политическую силу (чаще всего — военную), оппозиция не допускается или преследуется, насилие носит характер террора, зачастую допускается геноцид.
Тоталитаризм (от лат. totalis — весь, целый, полный) — режим полного контроля со стороны государства над всеми сферами жизни общества и каждым человеком посредством прямого вооружённого подписания.
Власть на всех уровнях формируется закрыто, как правило, одним человеком или узкой группой лиц из правящей элиты. Тоталитаризм представляет собой специфически новую форму диктатуры, возникшую в XX веке.
Тоталитаризм представляет собой принципиально новый тип диктатуры благодаря особой роли государства и идеологии.
Признаки тоталитаризма:
- идеологический абсолютизм (тоталитарный режим — сверхидеологизированный режим, в котором политика всецело подчинена идеологии, и ею же детерминируется)
- единовластие одной партии — «ордена-меченосцев» (тоталитарный режим олицетворяет однопартийная система, и вся общественная жизнь строится на началах «партизации», то есть знает только санкционированные партией структуры и формы)
- организованный террор и репрессии (одним из фундаментных оснований тоталитарного режима является предельная концентрация страха перед «силовыми структурами», с помощью которого обеспечиваются подчинение и повиновение масс)
- монополия власти на информацию (при тоталитарном режиме все средства массовой информации подчинены партии и государству и беспрекословно их обслуживают, будучи лишены права на свободу слова и инакомыслие)
- централизованный контроль над экономикой (экономика при тоталитарном режиме относится к разряду командно-административной (полностью огосударствленной), то есть выступает не иначе, как концентрированное выражение политики)
- милитаризация страны (при тоталитарном режиме страна уподобляется единому военному лагерю, окруженному врагами, которых надлежит уничтожить ради «светлого будущего»).

В зависимости от господствующей идеологии тоталитаризм обычно подразделяют на фашистский, социалистический и национал-социалистический.

### Анархия
Анархию можно определить, как отсутствие политического режима, безвластие. Такое состояние возможно, как правило, в течение непродолжительного периода времени, при упадке государства и катастрофическом снижении роли государственной власти или противостоянии политических сил, претендующих на её осуществление, такое состояние характерно для периода больших потрясений (революций, гражданских войн, оккупации). Также анархия представляется как форма общественного устройства, но не как некое промежуточное состояние в момент перехода от одного политического режима к иному.

### Другие
Также выделяются и другие политические режимы:
- аристократия,
- военная диктатура,
- демократура (диктократия, диктабланда),
- деспотизм
- диктатура,
- меритократия,
- клептократия,
- корпоратократия,
- криптократия (теневое правительство),
- критархия (критократия),
- олигархия,
- охлократия,
- плутократия,
- посттоталитаризм,
- теократия,
- тимократия,
- тирания,
- фашизм.

Часть из них (диктатура, олигархия и некоторые другие) правильнее называть формой правления.

## Режимные трансформации
Режимные трансформации, переходы или транзиты (англ. regime transitions) — процессы, связанные со сменой типа политического режима в том или ином государстве. Так переход к демократии от недемократического политического режима называют демократизацией. Процесс возвращения к авторитарному режиму называют авторитарным откатом или автократизацией (англ. autocratization). Также под режимными трансформациями могут пониматься переходы между различными подтипами политических режимов: например, трансформация военной диктатуры в однопартийный режим.